# Enginyeria nuclear
L'enginyeria nuclear és l'aplicació pràctica del nucli atòmic tractat pels principis de la tecnologia, química, física nuclear, etc. i la interacció entre radiació i matèria. Als Països Catalans és una especialitat de l'enginyeria industrial. Aquest camp de l'enginyeria inclou per exemple el disseny, anàlisi, desenvolupament, proves, operació i manteniment dels sistemes i components de fusió o fissió nuclear, específicament reactors nuclears i centrals nuclears, així com de la creació d'armes nuclears. Aquest camp de l'enginyeria pot incloure també la seguretat nuclear, transport de calor, tecnologia de combustibles nuclears, aplicacions mèdiques i hospitalàries, aplicacions a processos industrials, detecció i control de les radiacions (tant la radiació natural com l'artificial) als diferents medis, seguiment i models de la seva evolució, control, monitoratge i tractament de residus i ambients radioactius, o creació i desenvolupament de normes, lleis i pràctiques relacionades amb la seguretat i el respecte al medi ambient.

## Història
Es pot argumentar que l'enginyeria nuclear va néixer l'any 1938, amb el descobriment de la fissió nuclear. Tanmateix, des de la perspectiva de l'enginyeria d'aplicar la ciència per crear quelcom nou, un començament més adequat podria ser el 1942, quan Chicago Pile-1 (CP-1) va començar a operar a la Universitat de Chicago com a part del Projecte Manhattan. El primer reactor nuclear artificial, el CP-1, va ser dissenyat per un equip de físics que estaven preocupats perquè l'Alemanya nazi també intentés construir una bomba basada en la fissió nuclear. (La reacció nuclear més antiga coneguda a la Terra es va produir naturalment, fa 1.700 milions d'anys, a Oklo, Gabon, Àfrica.) El segon reactor nuclear artificial, el Reactor de grafit X-10 va ser també com a part del Projecte Manhattan, com els reactors productors de plutoni de la Hanford Engineer Works.
El primer reactor nuclear que va generar electricitat va ser l'Experimental Breeder Reactor I (EBR-I), que ho va fer prop d'Arco, Idaho, el 1951. L'EBR-I era una instal·lació autònoma, no connectada a una xarxa, però un reactor d'investigació posterior a Idaho de la sèrie BORAX va subministrar breument energia a la ciutat d'Arco el 1955.
La primera central nuclear comercial, construïda per connectar-se a una xarxa elèctrica, és la Central Nuclear d'Obninsk, que va començar a funcionar l'any 1954. La segona sembla ser la Shippingport Atomic Power Station, que va produir electricitat l'any 1957.
Per a una breu cronologia, des del descobriment de l'urani fins a l'època actual, vegeu el Resum d'Història de l'energia nuclear o Història de l'energia nuclear.
Vegeu la Llista de reactors nuclears comercials per obtenir una llista completa de reactors nuclears i el Sistema d'informació de reactors de potència de l'AIEA (PRIS) per a estadístiques mundials i nacionals sobre la generació d'energia nuclear.

## Estructura nuclear

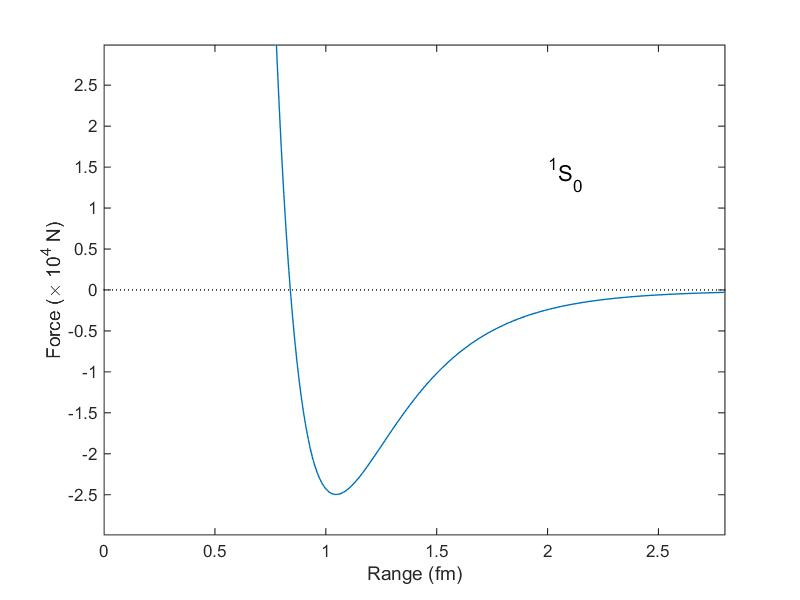
Model de la força entre dos nucleons (spins alineats en direccions oposades). La intensitat de la força és en newtons, la distància en fermi (femtòmetre).

La interacció que manté la cohesió dels nucleons dins del nucli resulta de la interacció nuclear forta que uneix els quarks del nucleó. La interacció nuclear forta és la més intensa de les quatre forces fonamentals de la natura (d'aquí el seu nom); és de molt curt abast, la qual cosa assegura la forta cohesió dels nucleons; es pot considerar-les com a partícules elementals (ignorant la seva estructura interna) en un ampli rang energètic (fins al GeV).
El residu d'aquesta interacció es fa sentir fora dels nucleons, fortament repulsiu fins a un fermi on esdevé fortament atractiu, després disminueix exponencialment (vegeu la figura per a una configuració de spin particular). Com que els protons són partícules carregades, també interaccionen mitjançant la interacció de Coulomb. Si el nombre de protons al nucli és gran, aquest últim té prioritat sobre la interacció forta i els nuclis es tornen inestables. La quantitat d'energia que manté el nucli unit s'anomena energia d'unió al nucli.

## Reaccions nuclears
Es diu que una reacció és nuclear quan hi ha una modificació de l'estat quàntic del nucli. Aleshores participen en la reacció els nucleons que constitueixen el nucli, però també altres partícules, com els electrons e–, els positronss e+...
Les reaccions nuclears poden ser de diversos tipus. Les més importants modifiquen la composició del nucli i, per tant, també són transmutacions; a la natura, observem:
- fissió: un nucli pesat es trenca en dos o més fragments. És aquest tipus de reacció el que s'implementa a les bombes atòmiques de tipus A i a les centrals nuclears electrogenerants;[8]
- fusió: dos nuclis lleugers es fusionen. Així és com les estrelles produeixen energia. La fusió nuclear és la font de la nucleosíntesi que permet explicar la gènesi de tots els elements de la taula periòdica d'elements de Mendeléiev i els seus isòtops. Aquest és també el tipus de reacció que s'utilitza en les anomenades bombes d'hidrogen (bomba H). L'ús de la fusió per a la producció d'energia civil encara no s'ha dominat. El seu domini és objecte del projecte internacional ITER;[8]
- radioactivitat: un nucli emet una o més partícules de manera espontània. Distingim:
  - la radioactivitat α, on s'emet un nucli d'heli 4,
  - la radioactivitat β, on s'emeten un electró i un antineutrino electrònic (β–), és a dir, un positró i un neutrí d'electrons (β+),
  - la radioactivitat γ, per la qual un nucli perd la seva energia a través de la radiació electromagnètica d'alta energia.

Amb l'arribada dels acceleradors de partícules i nuclis pesats (A > 8), es van estudiar nous tipus de reaccions:
- reaccions de "transferència" on s'intercanvien un o uns quants nucleons entre els nuclis del feix i els de l'objectiu;
- l'espalació (en anglès knock-out reaction): les partícules lleugeres (neutrons per exemple) s'envien a un nucli objectiu i expulsen un o més nucleons d'aquest nucli;
- col·lisions entre nuclis pesats, on la quantitat d'energia cinètica disponible és molt gran i condueix a nuclis molt excitats (nuclis calents, o fins i tot energies molt altes en la formació de plasma de quark-gluó);
- en col·lisions violentes, la multifragmentació trenca un nucli en més de dos nuclis.

Altres interaccions no modifiquen la composició del nucli, sinó que li transfereixen energia d'excitació:
- les reaccions de difusió: el projectil (un fotó, un nucleó o un conjunt de nucleons) veu modificada la seva trajectòria. Parlem de difusió elàstica quan hi ha conservació de l'energia cinètica del sistema {projectil-objectiu}. En cas contrari, parlem de difusió inelàstica: energia potencial addicional (que prové del nucli) s'allibera en el moment de la interacció. Quan la partícula incident és un fotó, anomenem difusió de manera diferent, depenent del fenomen físic implicat:
  - La dispersió de Thomson es refereix a un fotó que interacciona amb un electró lliure. Parlem de dispersió coherent perquè la longitud del fotó dispers és la mateixa que l'incident (vegeu el punt següent). La difusió de Thomson és una difusió elàstica que generalment té lloc entre unes quantes desenes de keV i 100 keV,
  - quan el fotó té una energia incident més alta (més enllà de 100 keV aproximadament), l'energia del fotó reemès és inferior a la del fotó incident. Es parla d'efecte Compton (variació de la longitud d'ona). La difusió Compton també és difusió elàstica (la diferència d'energia entre la gamma incident i la gamma reemesa es transmet a l'electró). La dispersió de Thomson és un cas especial de la dispersió de Compton (quan l'energia del fotó incident és molt inferior a 511 keV). Per tant, la difusió de Thomson no és en sentit estricte una difusió coherent, però la diferència de longitud d'ona entre la partícula emesa i la partícula incident és massa petita per ser mesurada.
  - quan el fotó incident interacciona amb un electró aparellat (més precisament amb una molècula que té un moment dipolar com N₂ o O₂ que es troba a l'aire; el baricentre del núvol d'electrons d'un dels dos àtoms no coincideix amb el nucli), es parla de dispersió de Rayleigh. Aquest últim és perfectament coherent. Predomina per a fotons d'uns pocs eV. Explica en particular el color blau del cel;
- l'efecte fotoelèctric: el fotó incident "desapareix" en transmetre la seva energia en forma d'energia cinètica a un electró. Aquest fenomen és predominant per als fotons amb energies inferiors a unes quantes desenes de keV.

## Activitat professional
Els enginyers nuclears treballen en les següents àrees:
- Disseny de reactors nuclears, que ha evolucionat a partir de la Generació I, prova de concepte, reactors dels anys 50 i 60,[12] als conceptes de Generació II, Generació III i Generació IV
- Tèrmica hidràulica i transferència de calor. En una central nuclear típica, la calor genera vapor que acciona una turbina de vapor i un generador que produeix electricitat. Prop del 20% de l'energia elèctrica generada als EUA és obtinguda a través de l'energia nuclear. L'energia nuclear representa una indústria gran i mantenint el suplement d'enginyers nuclears s'assegura la seva estabilitat. Els enginyers nuclears treballen en aquest camp directament o indirectament, en la producció denergia o laboratoris governamentals. La investigació actualment a la indústria és dedicat a l'increment de l'eficiència econòmica de la mateixa i millora de funcionament i seguretat dels reactors nuclears. Encara que el govern investiga principalment les mateixes qüestions que la indústria, el govern investiga sobre molts altres diferents tòpics i problemes com els combustibles nuclears i cicles de combustibles nuclears, disseny avançat de reactors i disseny d'armes nuclears i el seu manteniment.

Planta d'energia nuclear
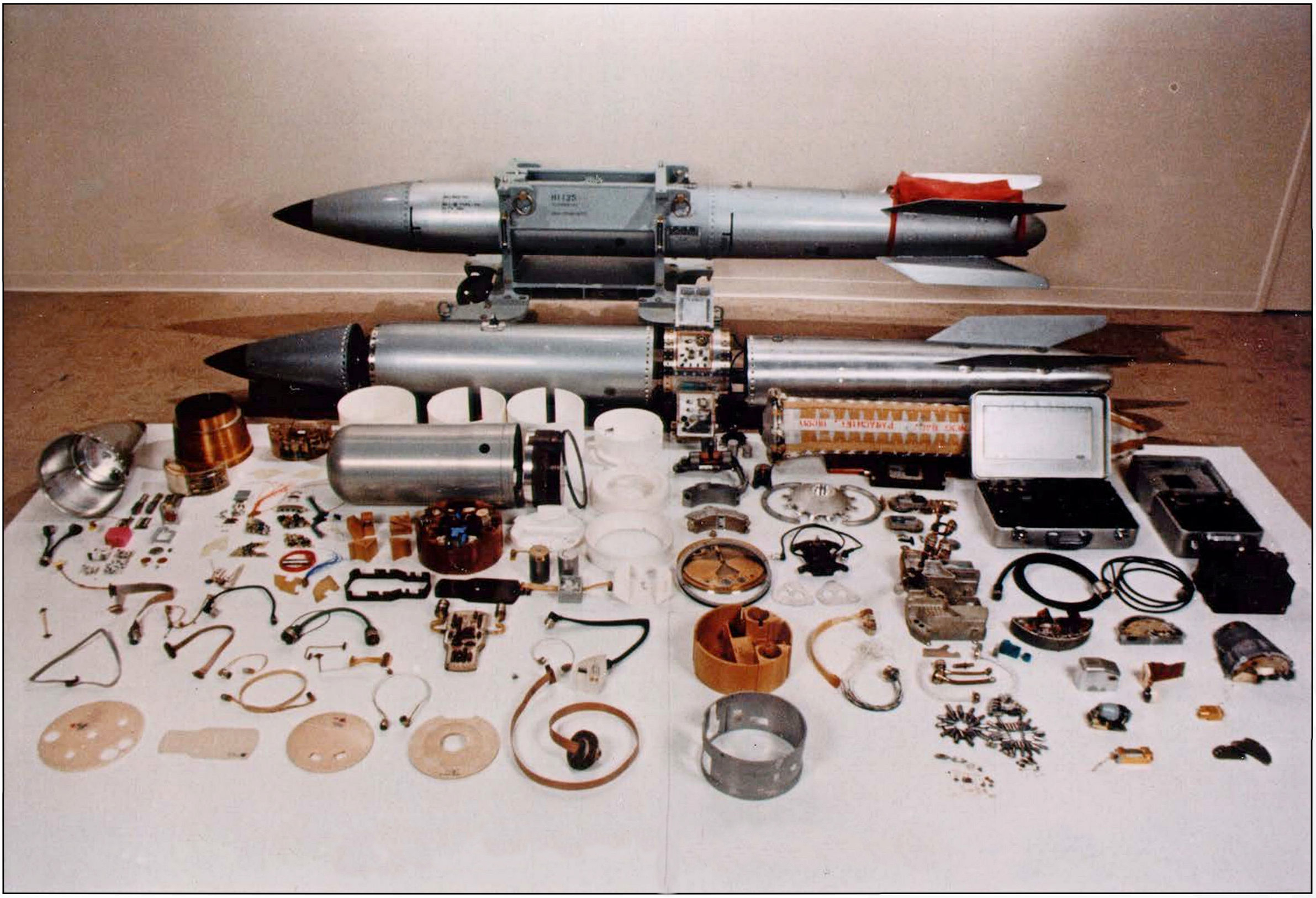
B-61 arma termonuclear

- Ciència dels materials pel que fa a les aplicacions de l'energia nuclear

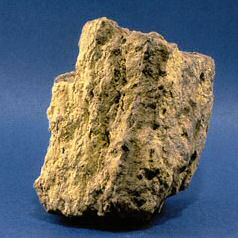
Uranita, la principal matèria primera per al combustible nuclear
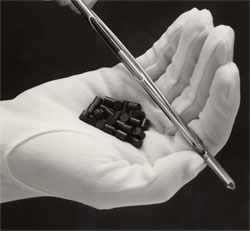
Grànuls de Combustible nuclear
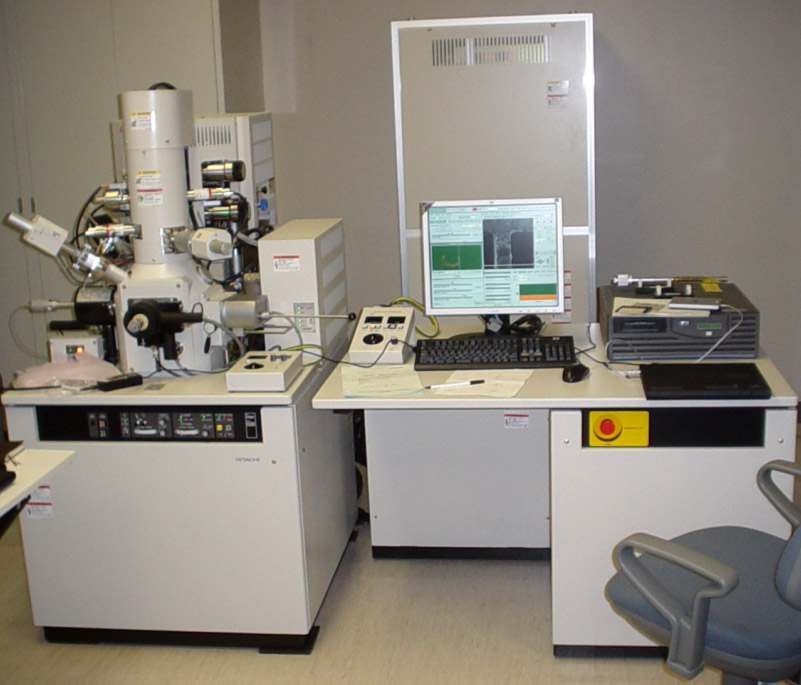
Un Feix de ions enfocat

- Gestionar el cicle del combustible nuclear, en el qual s'obté material fissil, format en combustible, eliminat quan l'esgotat, i amb seguretat emmagatzemat o reprocessat
- Propulsió nuclear, principalment per a vaixells navals militars, però hi ha hagut conceptes per a avions i míssils. L'energia nuclear s'utilitza a l'espai des dels anys 60
- Física del plasma, que és integral per al desenvolupament del poder de fusió. Les àrees de recerca inclouen temperatures altes, materials resistents a la radiació i dinàmica de plasma. Internacionalment, la investigació s'ha enfocat a la construcció de prototips tokamak anomenats ITER. La investigació a ITER s'enfoca primer a inestabilitats i divergència en el disseny. Investigadors dels EUA creen experiments de confinament inercial el qual és anomenat Planta nacional d'ignició, o National Ignition Facility (NIF). El NIF serà utilitzat per refinar els càlculs de transport de neutrons.
- Desenvolupament i gestió d'armes
- Generació de radionúclids, que tenen aplicacions a la indústria, la medicina i moltes altres àrees
- Gestió de residus nuclears
- Física de la salut
- Medicina nuclear i Física Mèdica

Imatge de ressonància magnètica nuclear d'un cap humà
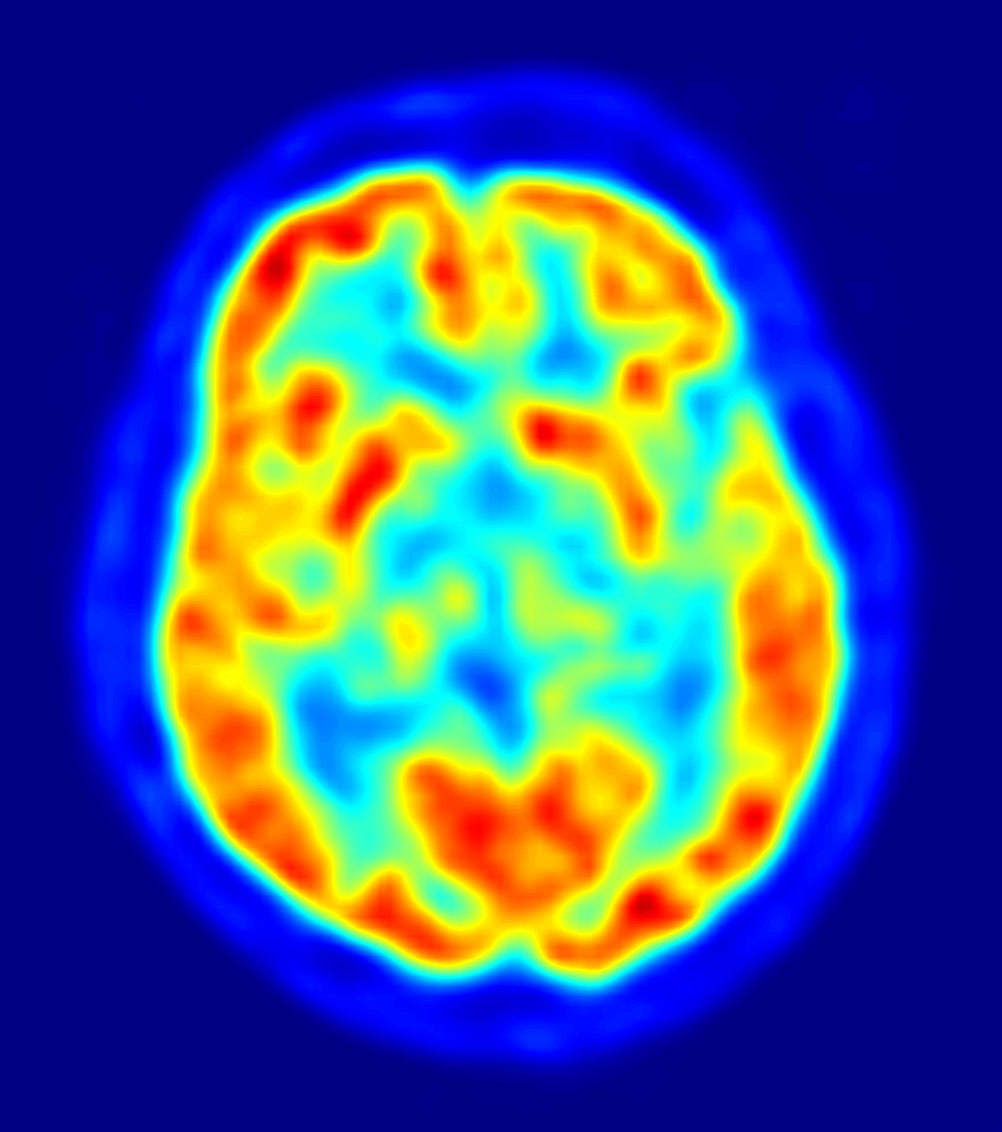
PET pres amb un ECAT Exactitud HR+

- Salut i seguretat
- Enginyeria d'instrumentació i control
- Enginyeria de processos
- Gestió de projectes
- Enginyeria de qualitat
- Funcionament del reactor[13]
- Seguretat nuclear (detecció de materials nuclears clandestins)[14]
- L'enginyeria nuclear fins i tot té un paper en la investigació criminal,[15] i l'agricultura.[16]
- Radiologia

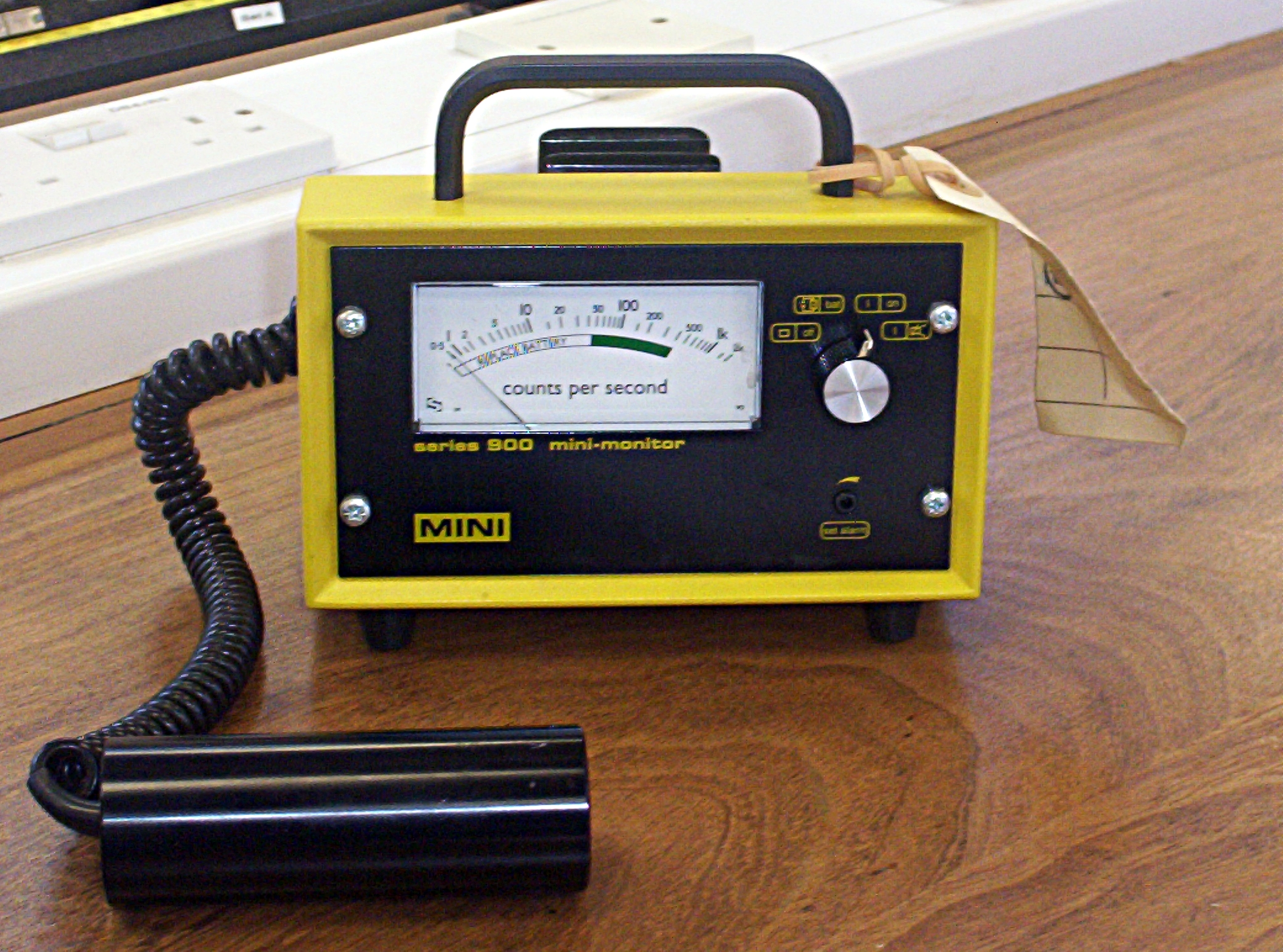
Un Comptador Geiger
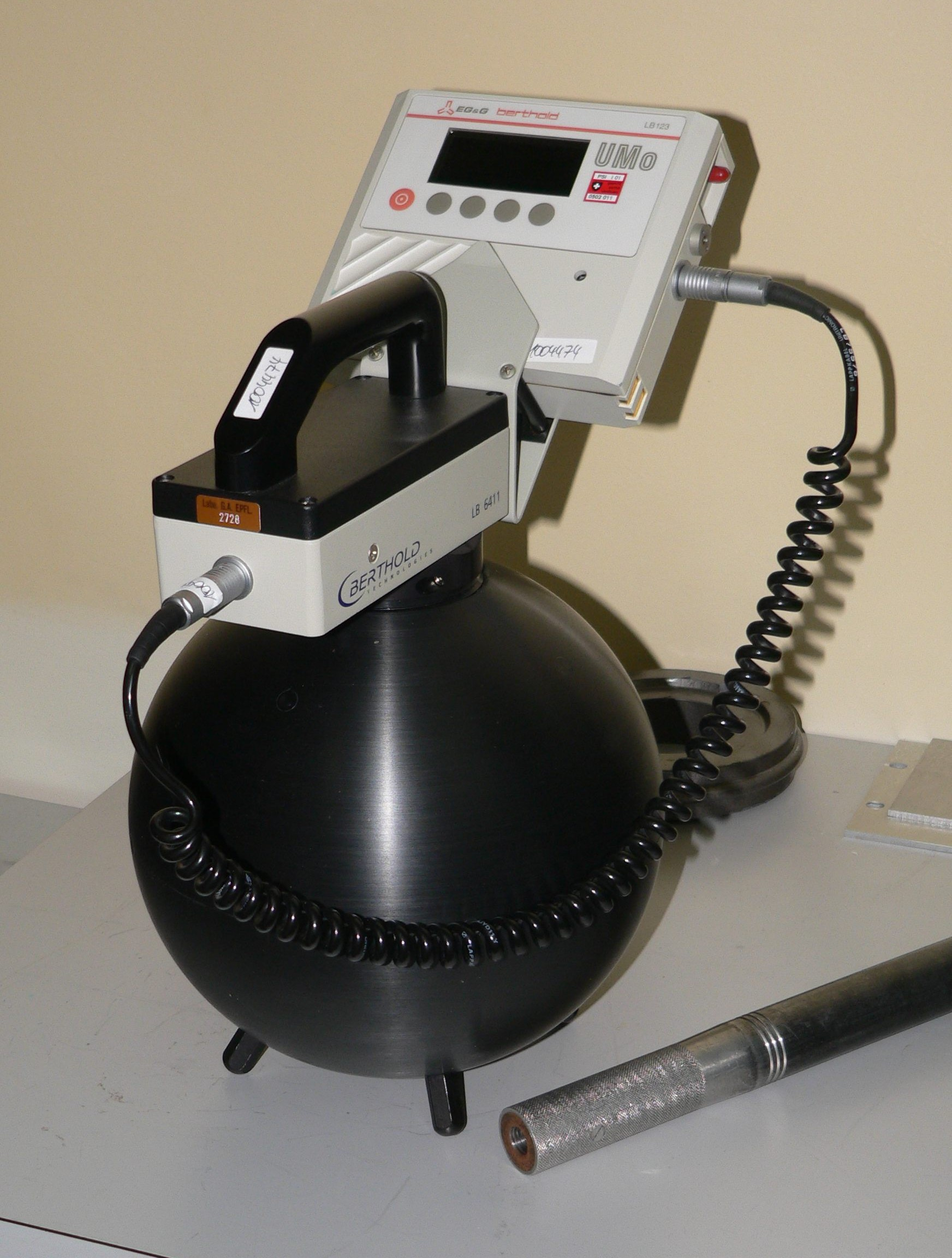
Un Detector de neutrons
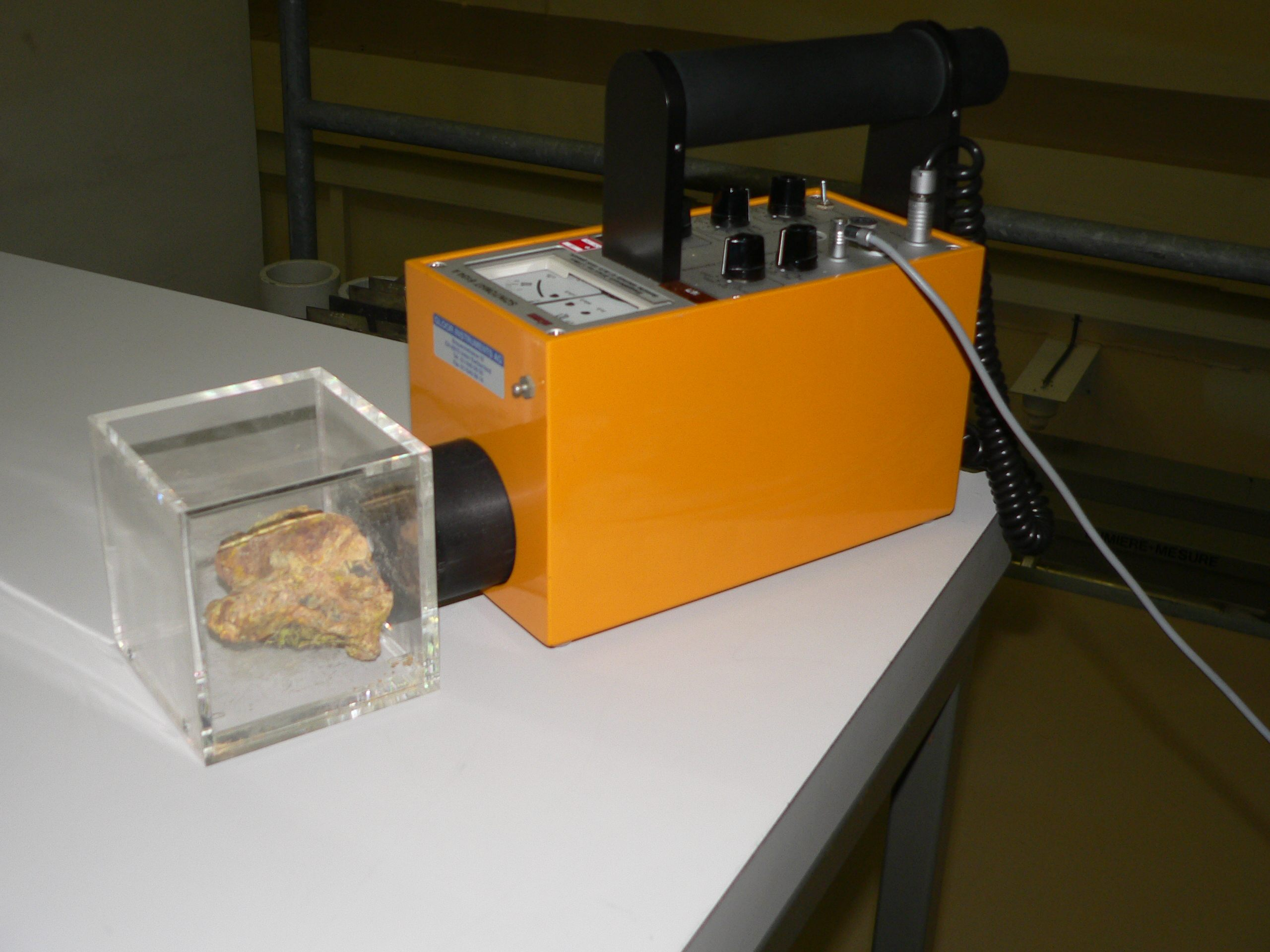
Detector de centelleig al costat d'un tros d'Uraninita

## Organitzacions d'enginyeria nuclear
- American Nuclear Society
- Xarxa asiàtica per a l'educació en tecnologia nuclear (ANENT) https://www.iaea.org/services/networks/anent
- Associació Nuclear Canadenca
- Societat nuclear xinesa
- Agència Internacional de l'Energia Atòmica
- Agència Internacional de l'Energia (IEA)
- Fòrum Industrial Atòmic del Japó (JAIF)
- Agència d'Energia Nuclear de Corea (KNEA)
- Xarxa Llatinoamericana d'Educació en Tecnologia Nuclear (LANENT) https://www.iaea.org/services/networks/lanent
- Minerals Council of Australia
- Europa nuclear
- Institut Nuclear
- Institut d'Energia Nuclear (NEI)
- Associació de la indústria nuclear de Sud-àfrica (NIASA)
- Consorció d'Educació en Tecnologia Nuclear https://www.ntec.ac.uk/
- Agència d'Energia Nuclear de l'OCDE (AEN)
- Xarxa Regional d'Educació i Formació en Tecnologia Nuclear (STAR-NET) https://www.iaea.org/services/networks/star-net
- Associació Nuclear Mundial
- Institut Mundial del Transport Nuclear

## Per a més informació
- Ash, Milton, "Nuclear reactor kinetics", McGraw-Hill, (1965)
- Cravens, Gwyneth. Power to Save the World (2007)
- Gowing, Margaret. Britain and Atomic Energy, 1939–1945 (1964).
- Gowing, Margaret, and Lorna Arnold. Independence and Deterrence: Britain and Atomic Energy, Vol. I: Policy Making, 1945–52; Vol. II: Policy Execution, 1945–52 (London, 1974)
- Johnston, Sean F. "Creating a Canadian Profession: The Nuclear Engineer, 1940–68," Canadian Journal of History, Winter 2009, Vol. 44 Issue 3, pp 435–466
- Johnston, Sean F. "Implanting a discipline: the academic trajectory of nuclear engineering in the USA and UK," Minerva, 47 (2009), pp. 51–73